# John Tait Robertson
John 'Jacky' Tait Robertson (Dumbarton, 25 januari 1877 - Wiltshire, 24 februari 1935) was een Schots voetballer en voetbaltrainer.
Robertson was een centrale verdediger die speelde bij Everton, Southampton en de Glasgow Rangers. Ook was hij een Schots voetbalinternational met 16 caps tussen 1898 en 1905.
In 1905 werd Robertson de allereerste trainer van Chelsea FC, maar reeds snel daarna werd hij trainer van Glossop North End.